# I24news
i24news es un canal de televisión israelí de temática informativa de ámbito nacional e internacional. Su propietario y fundador es el judío Patrick Drahi, dueño también del periódico Libération, el semanario L’Express y las cadenas de televisión BFM TV y RMC.

## Historia
El canal fue creado en 2013 con el lema: Ver más lejos. El canal de televisión es privado y emite en francés, inglés y árabe. La sede social se encuentra en Tel Aviv-Jaffa, es un canal privado, y tiene las siguientes secciones: Internacional, Israel, economía, tecnología y deporte. Además, puede verse en directo por internet. En septiembre de 2021, tras los Acuerdos de Abraham, el canal recibió una licencia de transmisión de los Emiratos Árabes Unidos y abrió una oficina en Dubái. En mayo de 2022, el canal inició sus operaciones en el Reino de Marruecos con dos nuevas oficinas en Rabat y Casablanca.
Durante  la guerra de Gaza, empleados de i24 fueron asignados a los otros medios de comunicación de Patrick Drahi para asegurar que su cobertura del conflicto reflejase la versión del gobierno de Israel.

## Galería de imágenes

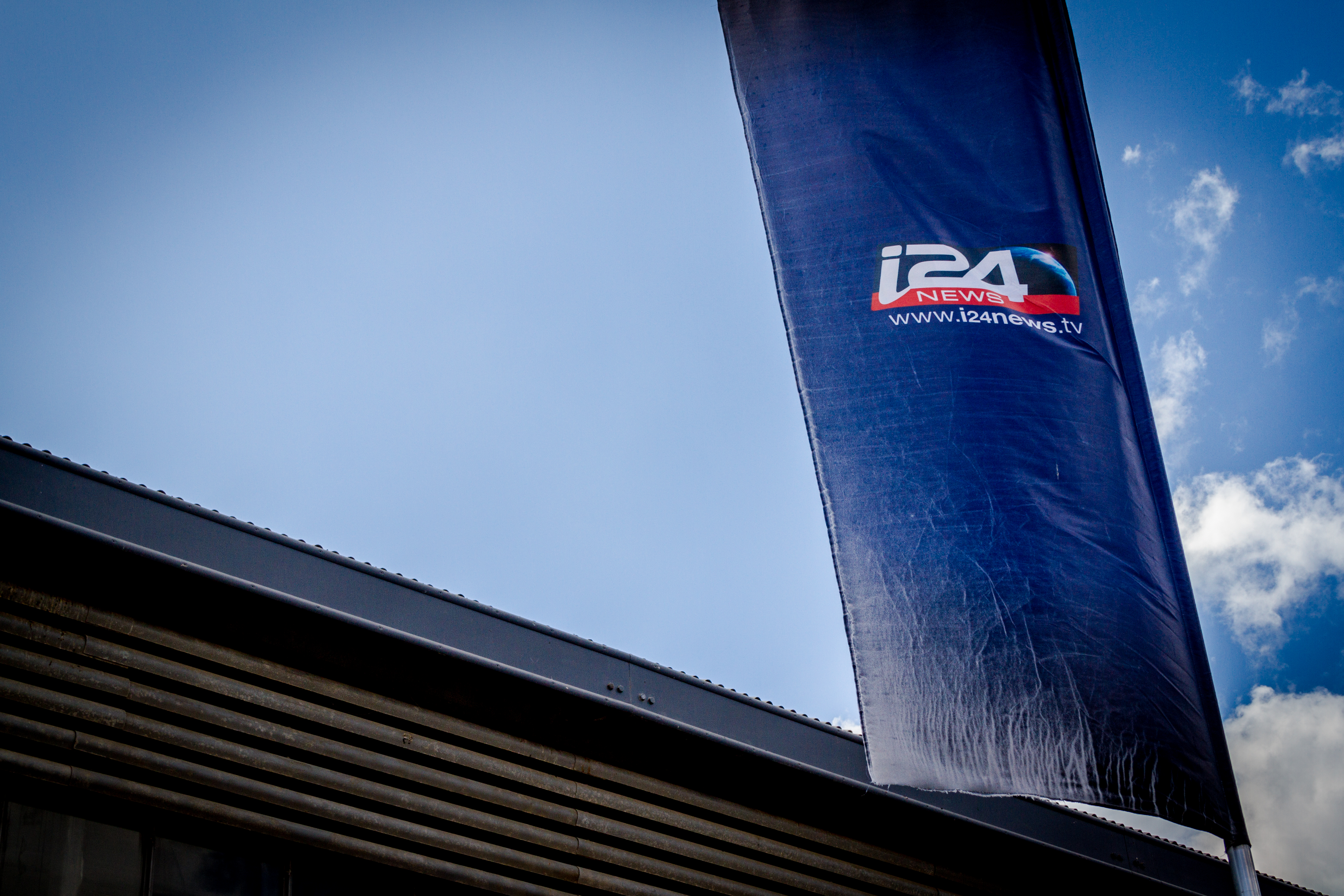
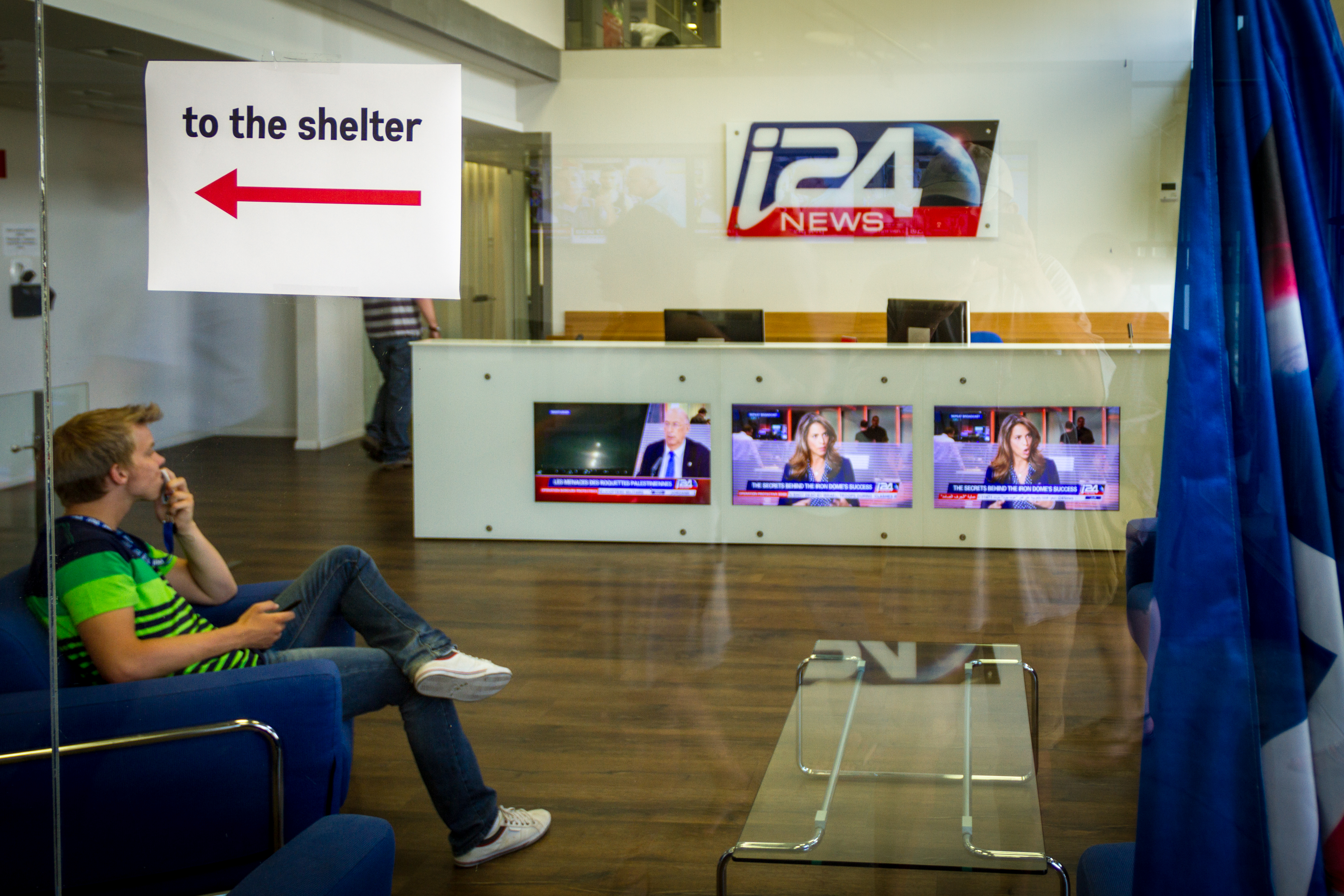
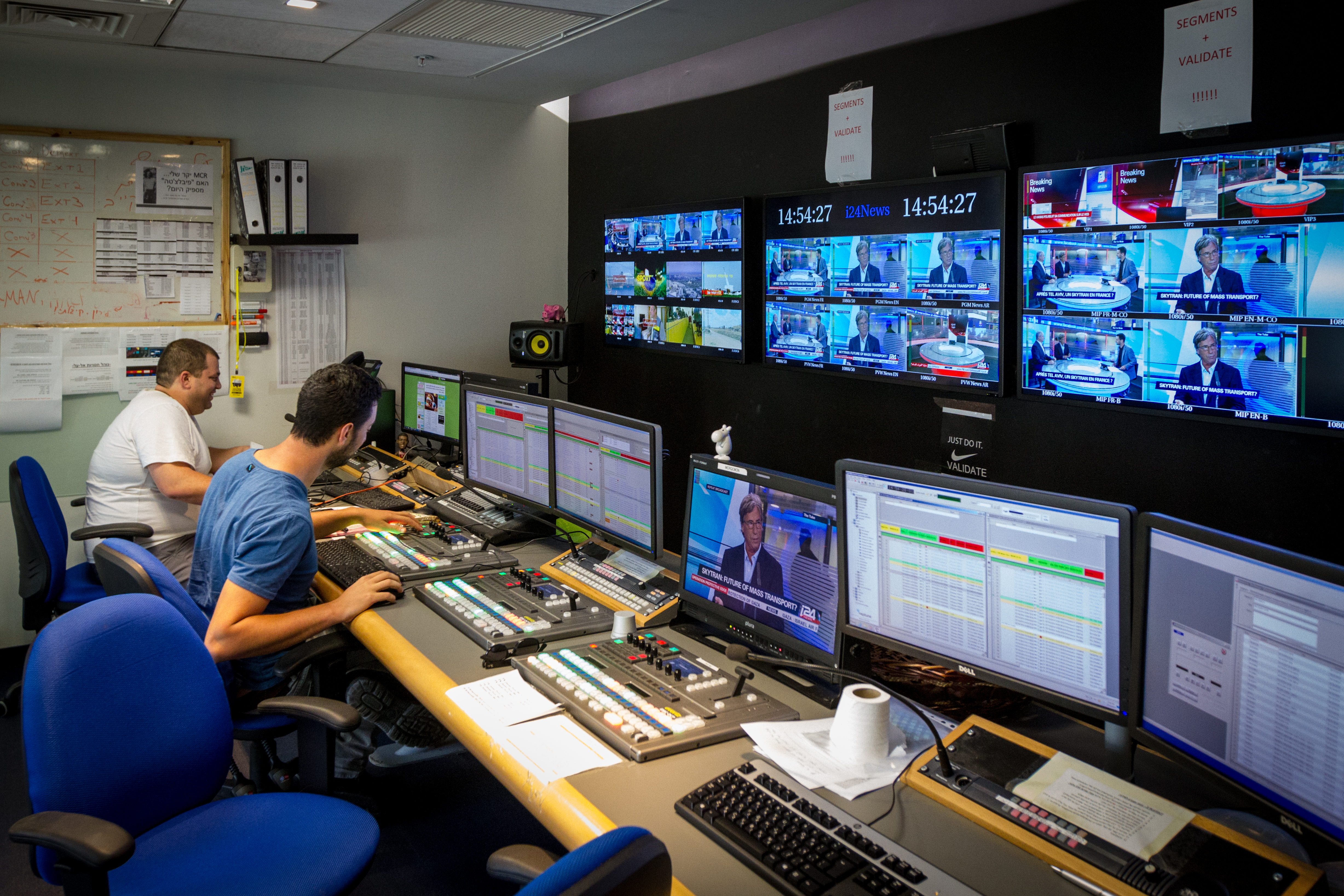
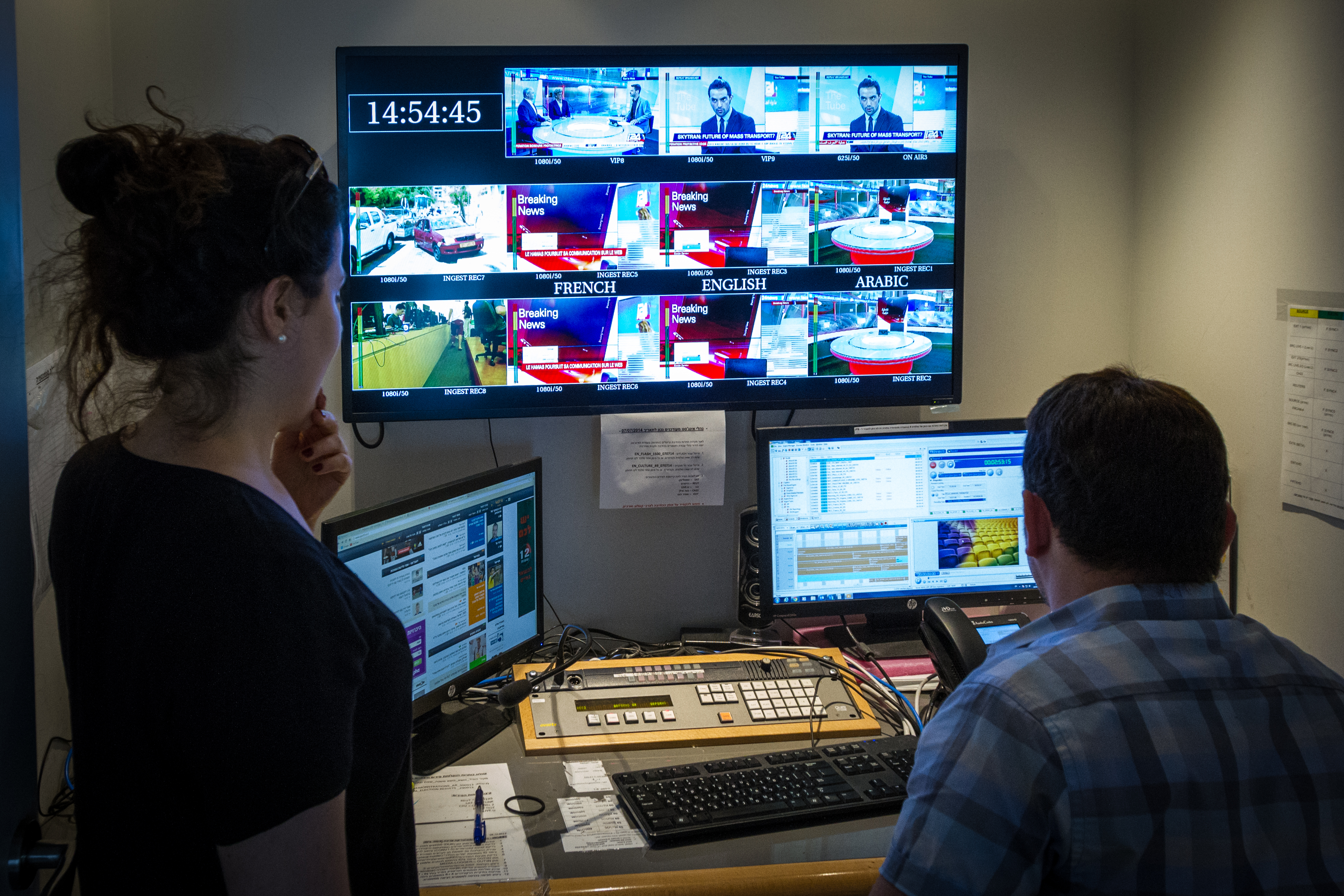
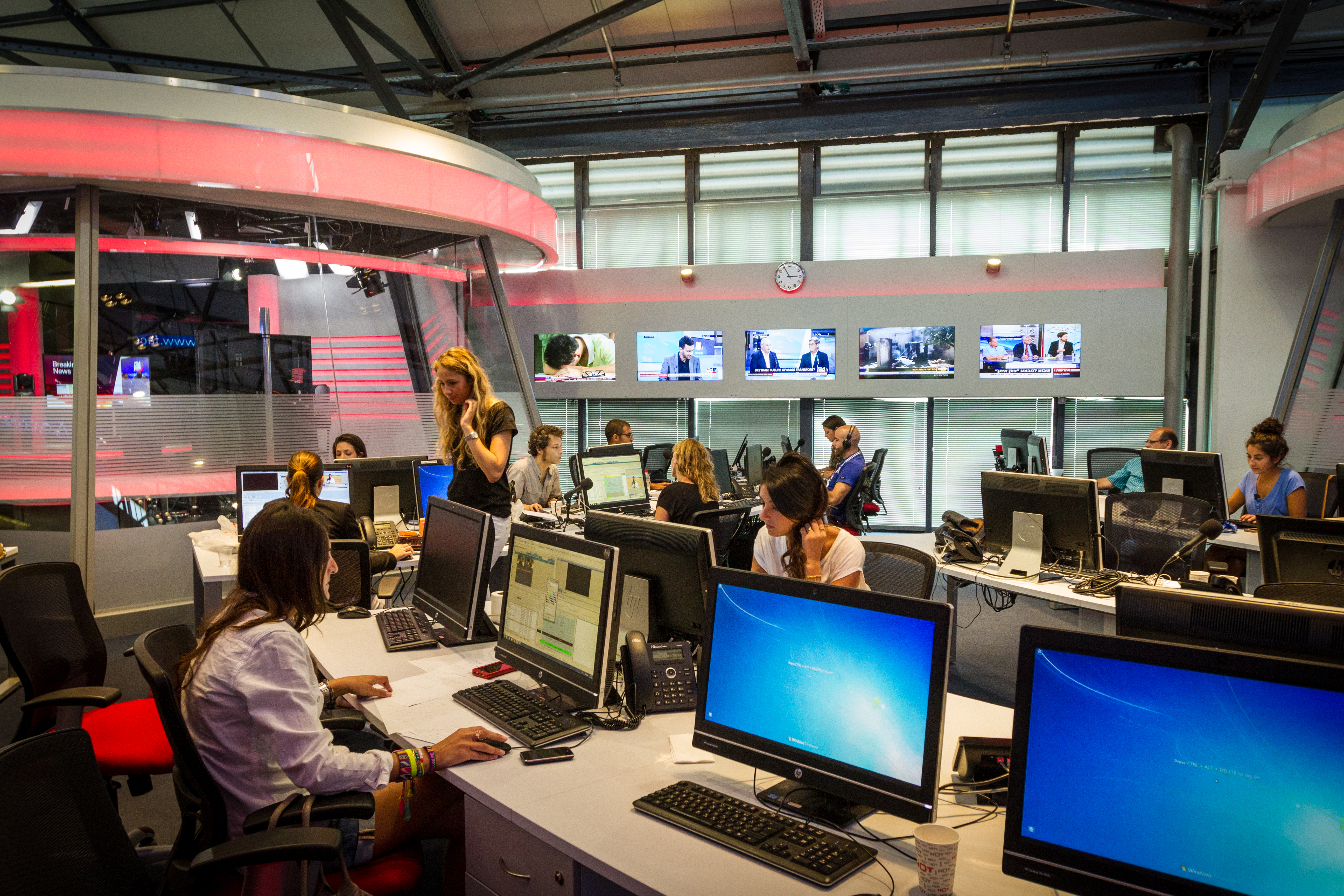
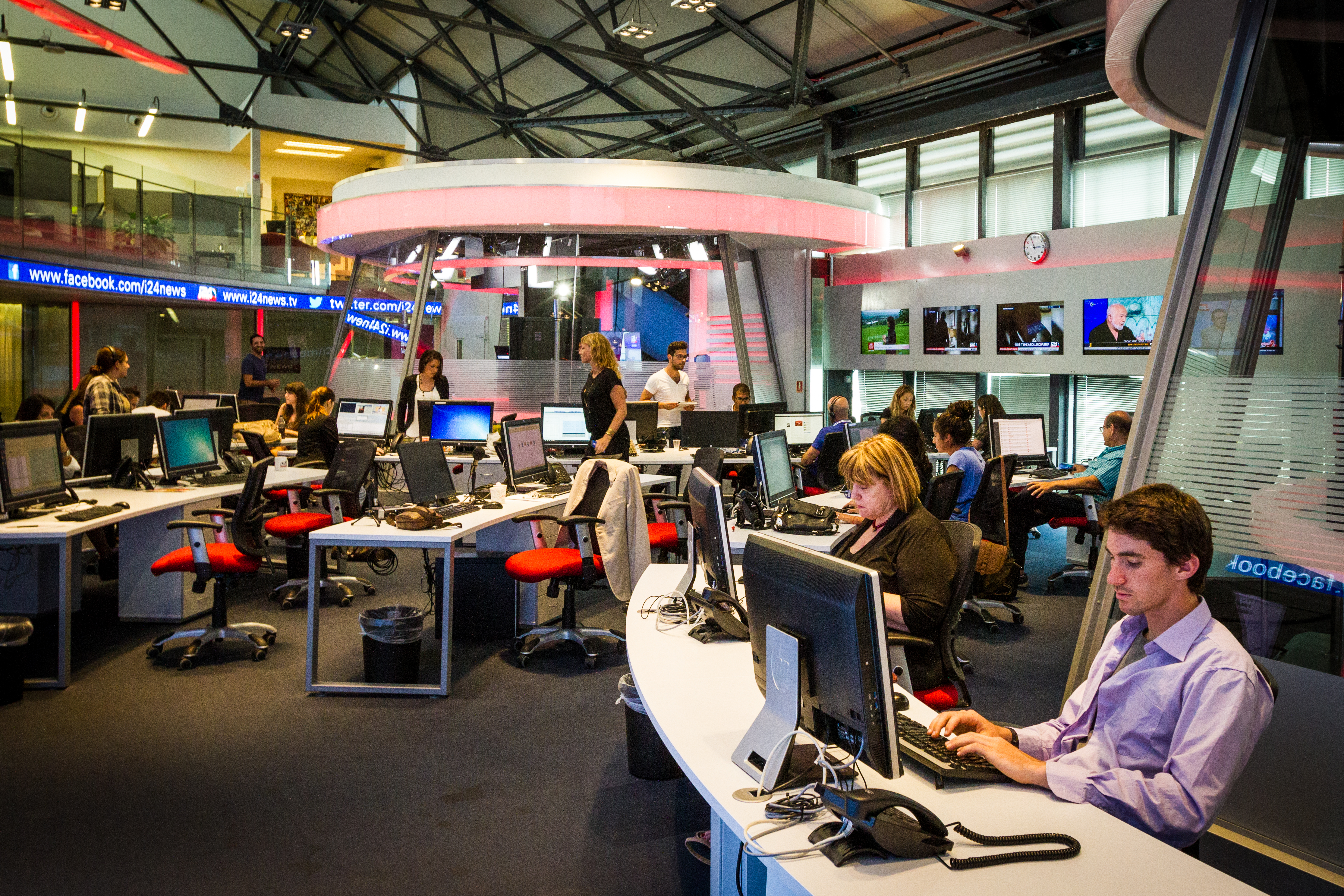